# 곰캠
곰캠은 2016년에 생긴 녹화 프로그램이다. 무료버전은 20분 함정이 있으나 베이직 버전은 무제한, 프로는 모든 기능 제안되지 않는다.